# Sullay István
Sullay István (Berencs, 1841. március 1. – Bogács, 1892. március 27.) római katolikus alesperes-plébános.

## Élete
Elvégezvén a gimnázium VI. osztályát, 1857-ben felvették az Egri egyházmegye növendékpapjai közé. 1863-ban pappá szentelték és ez időtől fogva káplán és hitoktató volt egészen 1872-ig, amikor domaházi lelkésszé, 1881-ben pedig bogácsi plébánossá nevezte ki főpásztora. 1886-tól a harsányi kerület alesperese volt.
Cikkeket írt az Egerbe, Egri Egyházmegyei Közlönybe, az Irodalmi Szemlébe és a Tájékozóba.

## Művei
- Szabadság, egyenlőség, testvériség, vagy mi a szabadkőművesség alapelve, czélja, kiviteli eszközei, eredménye és veszélye az államra és egyházra. Pályanyertes munka. Eger. 1877. (2. kiadás. Uo. 1879. 3. k. 1881. és egy olcsó kiadás. Uo.).
- Szabadelvűség, szabadság és vallás, vagy mi az oka az állam és egyház közötti viszálynak. Pályanyertes mű. Uo. 1879. (2. kiadás Miskolcz, 1880.)
- A kulturharcz és a római pápa tévmentessége a lelkiismeret és állam szempontjából. Pályanyertes mű. Eger, 1880.
- A boldogságos szűz Mária tisztelete a kath. anyaszentegyházban. Hittani, jogi, történeti és erkölcsi szempontból. A budapesti m. kir. tud. egyetem hittani kara által 800 frttal jutalmazott pályamű. Uo. 1882.